# Gianfranco Bersani
Pour les articles homonymes, voir Bersani.
Gianfranco Bersani, né le 2 janvier 1919, à Bologne, en Italie et décédé le 19 décembre 1965, est un ancien joueur italien de basket-ball.

## Palmarès
- Champion d'Italie 1946, 1947, 1948, 1949